# Bamba Fall
Ahmadou Bamba Fall  est le maire de Médina, une commune du Sénégal.

## Biographie
Né à Diourbel au Sénégal de Moustapha Fall et Daro Mbaye, il devient orphelin à l'âge de 09ans. Il est enseignant et Modou-modou en Italie (Milan).
En 1986, il se fait remarquer grâce à son éloquence  l'assemblée des socialistes lors d'une réunion de section des responsables socialistes et est prié de prendre la parole  où il déclare :« Je suis venu pour être membre du Parti socialiste parce que j’adhère à ce que vous faites et je veux y apporter ma part ».
En 1996, il devient  secrétaire élu de l’équipe municipale.
Bamba est le 4e adjoint au maire de Médina feu  Birame Sassoum Sy. À la suite du décès du maire Birame le 9 février 2014, Bamba est élu maire avec un total de vote  de 44 voix contre 17  et milite pour le Parti Socialiste,.

## Affaire Parti Socialiste

### Démission du bureau politique du Parti Socialiste
Le Parti Socialiste portant accusation contre ses propres militants pour saccage de la Maison du Parti, Bamba démissionne  de l'instance de direction.

### Affaire du saccage de la permanence du Parti Socialiste
Accusés de tentative d’assassinat, violence et voies de faits, destruction de biens appartenant à autrui, injures publiques et menace de mort, Bamba Fall et quelques membres du Parti Socialiste sont placés sous mandat de dépôt par le Doyen des juges d'instruction.
À la suite de cette affaire, Me El hadj Diouf, avocat de la défense déclare que:« Bamba Fall n’est pas un criminel. Il n’est pas un assassin. S’il y avait assassinat ou s’il y avait tentative d’assassinat, il y aurait quand même des personnes gardées à vue. On ne peut pas être devant des crimes aussi graves sans qu’il n’y ait arrestation et garde à vue. On les a convoqués puis déférés immédiatement devant le procureur qui a confié le dossier à un juge d’instruction. C’est inacceptable. Vraiment, la défense est outrée » .
Le premier adjoint de la coordination du Parti socialiste à Louga, Pape Massar Ndoye déclare :« Nous détenons des preuves sonores et des images qui prouvent l’implication et l’intention de nos camarades mis aux arrêts » 